# Kőbánya-Kispest

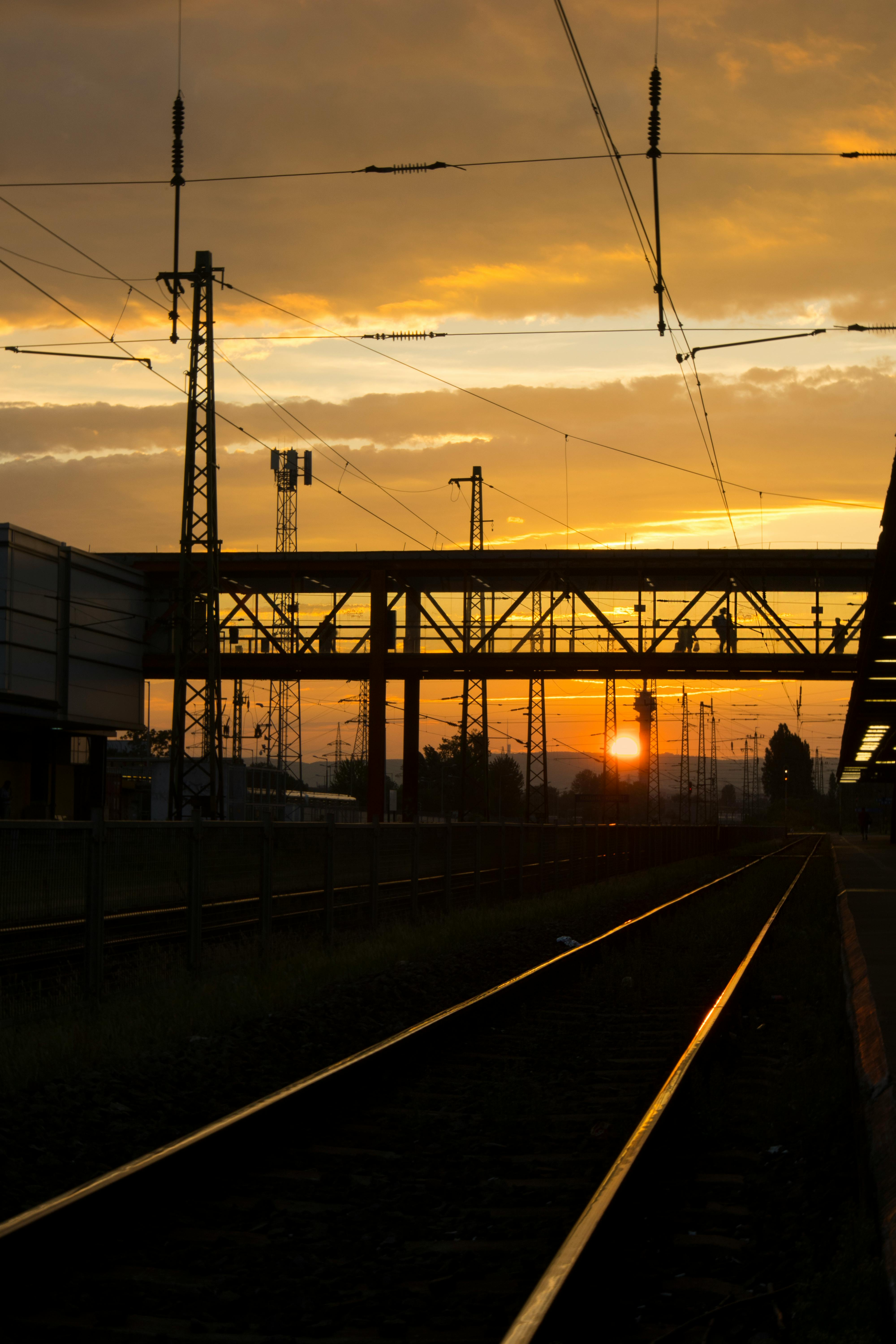
Kőbánya-Kispest vasútállomás a naplementében.

Kőbánya-Kispest (köznyelvi rövidítése: "KöKi") egy forgalmas budapesti közlekedési csomópont Délkelet-Pesten. Itt található az M3-as metróvonal déli végállomása, számos, többek között a Budapest–Záhony-vasútvonal (100a), a Budapest–Kecskemét-vasútvonal (142) közbenső állomása. Számos BKV és Volánbusz, valamint MÁV járat végállomása.
Itt található a Liszt Ferenc nemzetközi repülőtérről érkező 200E busz nappali végállomása is. A buszjárat az M3-as metróvonal felújítása idején a Nagyvárad térig meghosszabbítva közlekedett éjjel-nappal, így a csomópontot csak megállás céljából érintette.
A Ferihegyi repülőtérre vezető gyorsforgalmi út hosszában, a Sibrik Miklós úti közúti felüljáró pedig keresztben szelte át az egész komplexumot.

## Fekvése
Kőbánya-Kispest Délkelet-Pesten található, a X. kerület és a XIX. kerület határán. A kispesti oldalon az 1971–1989 között felépült lakótelep panelházai magasodnak. A kőbányai oldalon az átalakuló ipari övezetben, újonnan épült irodaházak, különböző cégek telephelyei és raktárai, illetve a megmaradt régi gyárépületek találhatóak. Távolabb az 1971-1978 között épült Újhegyi lakótelep panelházai állnak.
Szintén a kispesti oldalon található Magyarország egyetlen  magyar–spanyol kéttannyelvű gimnáziuma, a Károlyi Mihály Magyar–Spanyol Tannyelvű Gimnázium.

## Története
A második világháború előtt a közeli Vasgyár utca néven vasúti megállóhely volt az állomás helyén, melynek emlékét az új állomás vasúti távíró kódja máig őrzi (VA). Az eredeti felvételi épület a vágányok Kőbánya felőli oldalán ma is látható.
A 3-as metró déli végállomásának a kispesti Vörös Csillag Traktorgyárat jelölték ki, azonban a tervek módosultak, a végállomás Kőbánya-Kispestre épült meg. Kőbánya-Kispest vasútállomás az metró végállomásához kapcsolódó közlekedési csomópont kivitelezése során, 1978-1981 között épült át a mai formájára. A híressé vált futurisztikus állomásépület 1980-ban készült el Kővári György tervei alapján. 1982-ben az Edda Művek rockegyüttes itt forgatta a Hűtlen című slágerének videóklipjét. Körülbelül tíz évig működött minden rendeltetésszerűen, azonban a rendszerváltást követően az épület apró üzletekkel épült be, szűkké és sötétté téve azt és egyre inkább megjelentek a környéken a hajléktalanok.
2008 elején a Budapest–Záhony-vasútvonal és a kispesti Vak Bottyán utca között kezdetét vette a KöKi Terminál bevásárlóközpont építése, amelyet 2011. október 14-én adtak át, teljesen megváltoztatva az esztétikailag és funkcionálisan is leromlott közösségi közlekedési komplexumot. A metróvégállomást 2011. szeptember 3-án adták át – ideiglenes formában – az utasoknak. Az átalakítás a csomópont vasútállomási részét a pénztáron kívül azonban nem érintette. 2014-2015 között Budapest önkormányzata teljesen újjáépíttette az állomás vágányai felett futó, 1978 decemberében átadott Sibrik Miklós úti felüljárót.
A vasútállomás kőbányai oldalán a Vaspálya utca környéke a Bosch Budapest Innovációs Kampusz projektje kapcsán 2022-re újult meg. Ide is P+R parkoló és kerékpárút épült.